# Hüfihütte
Die Hüfihütte ist eine Berghütte der Sektion Pilatus des Schweizer Alpen-Clubs (SAC). Sie ist üblicherweise von Anfang Juni bis Ende September bewartet. Sie liegt auf 2337 m ü. M. weit hinten im Maderanertal, über der Zunge des Hüfigletschers und über dem Hüfisee.
Man erreicht die Hüfihütte von Amsteg im Reusstal aus über eine Fahrstrasse bis Bristen und von dort über Bergwege im Maderanertal dem Chärstelenbach entlang.

## Geschichte

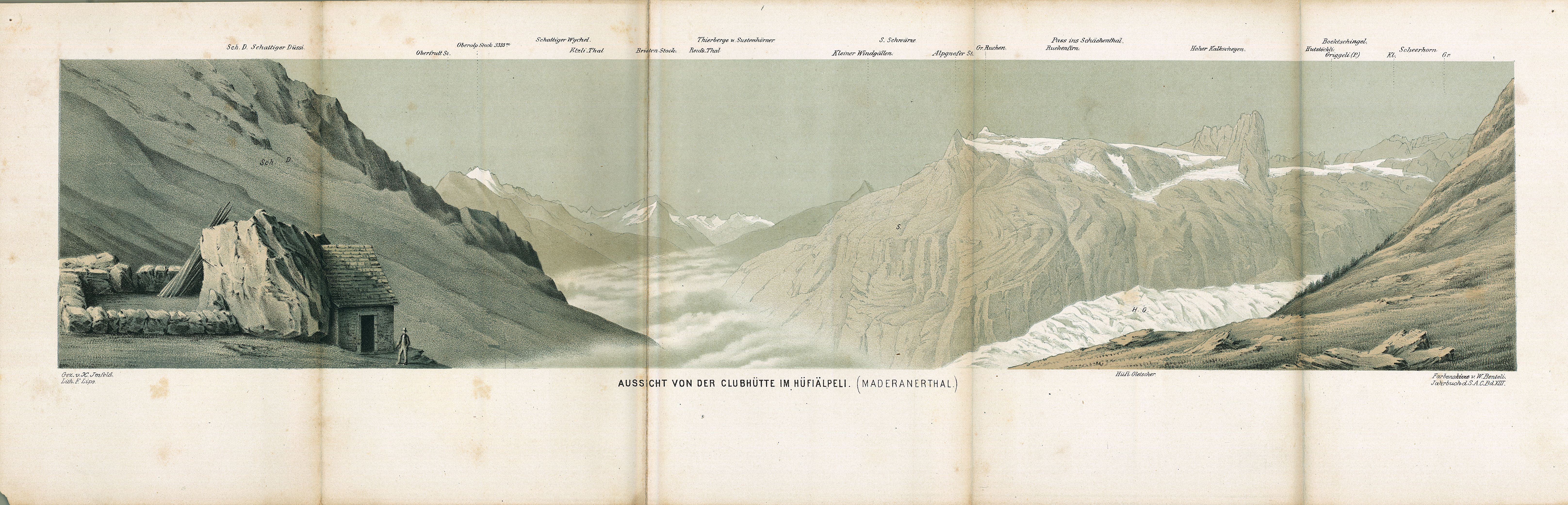
Clubhütte Hüfiälpeli um 1876

Der erste Hüfihütte am jetzigen Standort entstand im Jahr 1899. Sie löste eine kleinere, 1873 gebaute Hütte auf dem Hüfiälpli ab. Die jetzt bestehende Berghütte ist 1937 errichtet worden. Im Jahr 2014 führte die Sektion Pilatus des SAC einen Wettbewerb für den Bau eines neuen Hauses durch. Im Sommer 2018 wurde die Hütte umfassend saniert.

## Touren
Von der Hüfihütte aus sind Hochtouren in den Glarner Alpen möglich, besonders der Weg über den Claridenpass nach Linthal im Kanton Glarus oder die Touren auf den Clariden und das Gross Schärhorn. Ein Übergang führt über den Hüfifirn und die Fuorcla da Cavrein in den Kanton Graubünden nach Disentis/Mustér.

## Zustiege
- Bristen/Golzern 5 Std.

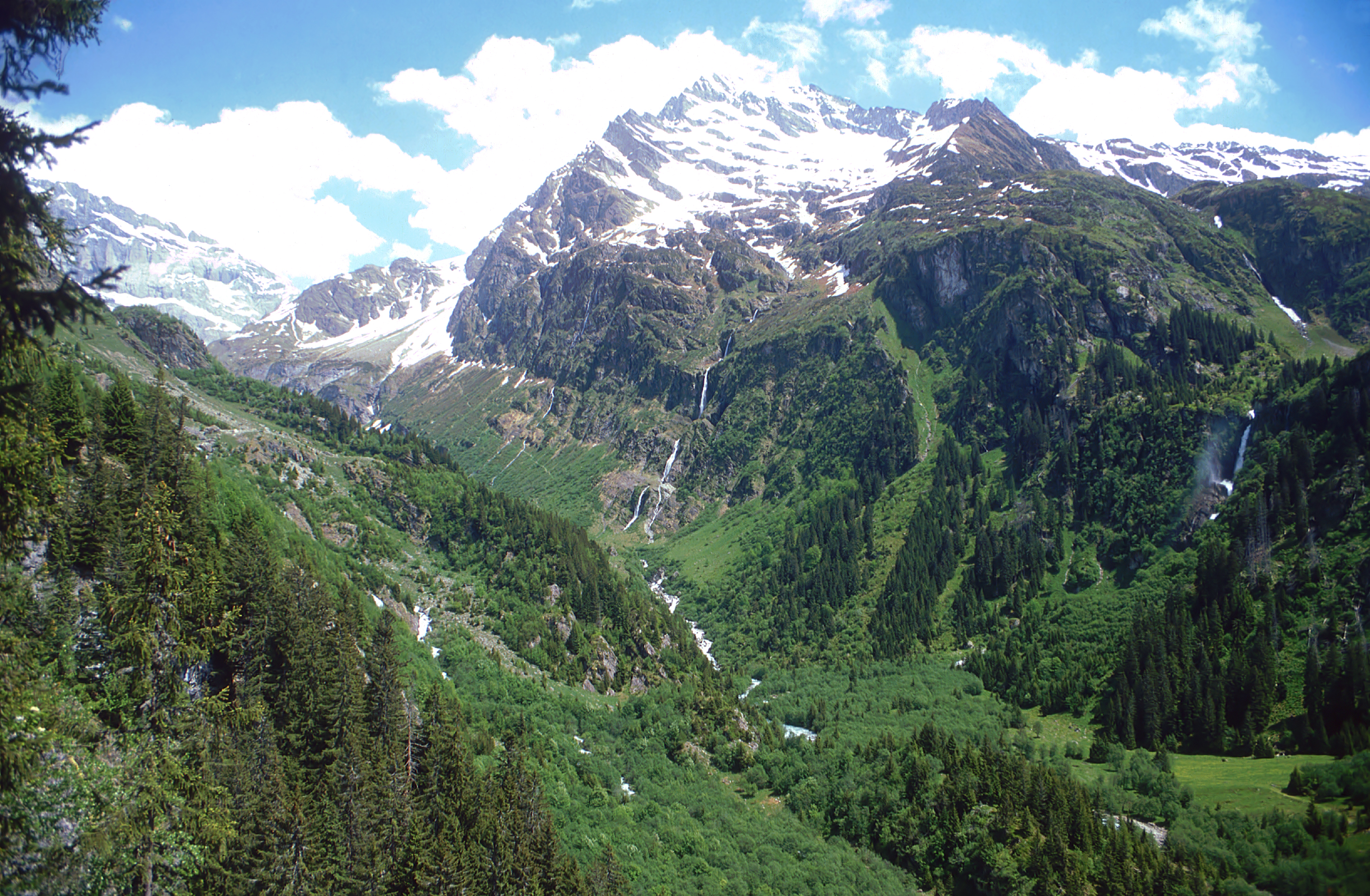
Hüfihütte links oben am Talende

- Golzern Bergstation 1497 hm, 5,75 Std.[2]
- Berghotel Maderanertal 1099 hm, 3,5 Std.[3]
- Klausenpass 1180 hm, 5,5 Std.[4]

## Nachbarhütten
- Windgällenhütte